# Diogo Gomes de Lemos
Diogo Gomes de Lemos (c. 1447 - ?) foi um fidalgo português do século XV, que se destacou na batalha de Toro, por ter conseguido recuperar, juntamente com Gonçalo Pires,  a bandeira real que os castelhanos tinham conseguido arrancar a Duarte de Almeida, o "Decepado".

## Biografia
Era filho de Gomes Martins de Lemos, 1.º Senhor da Trofa (c. 1405 - novembro de 1497) e de sua mulher, D. Maria de Azevedo, senhora da honra e torre de Silva (c. 1417 - 1453). Sendo assim irmão de João Gomes de Lemos, 2.º Senhor da Trofa, e de D. Mécia de Lemos; e tio paterno de Duarte de Lemos, 3.º Senhor da Trofa e de Fernão Gomes de Lemos, embaixador à Pérsia e capitão de Ceilão.
Seus pais haviam casado em 1444 e sendo ele o terceiro filho na ordem do nascimento, entre os oito que o casal teve de  1445 a 1453, é provável que tenha nascido cerca de 1447. 
Teve foro de moço fidalgo da casa de D. Afonso V, no ano de 1469, com 1.000 reais de moradia. 
Em 1474 passou à casa do príncipe D. João (o futuro rei, D. João II) como cavaleiro fidalgo com 2.000 reais de moradia, tendo acompanhado o príncipe na batalha de Toro.
Nesta batalha, depois de o famoso Duarte de Almeida ter deixado cair a bandeira real de D. Afonso V, na sequência dos golpes que sofreu de cavaleiros castelhanos, o estandarte acabaria por ser recuperado por Gonçalo Pires Bandeira, que o levaria até o príncipe D. João. 
Esta façanha não teria sido possível sem a intervenção de Diogo Gomes de Lemos, como fica claro nas palavras escritas pelo futuro D. João II, quando lhe fez mercê de uma tença de 18.000 reais de prata, por carta de padrão passada em Toro a 7 de março de 1476, ou seja, exatos seis dias após a batalha:
"aconteceu de a bandeira Real (...) ser tomada em poder dos Imigos e Diogo gomez de Lemos fidallgo da nossa casa que comnosco era na nossa batalha, a fez primcepalmente rrecobrar, encontrando e derrubando huu cavaleiro dos ditos Inimigos que a dita bandeira tinha..."
Como na batalha havia apenas uma bandeira real portuguesa, o que provavelmente se passou foi ter sido esta capturada por mais do que um soldado castelhano (os cronistas do Reino de Castela referem aliás terem sido dois cavaleiros, Pedro de Velasco e Pêro Vaca, que ficaram com a posse do estandarte real português), tendo Diogo Gomes de Lemos derrubado um deles, após o que Gonçalo Pires derrubou o outro, pegou na bandeira e conseguiu levá-la até o príncipe D. João.
A doação da tença anual de 18 mil reais a Fernão Gomes de Lemos foi confirmada, a 25 de maio do mesmo ano de 1476, pelo rei D. Afonso V, para produzir efeitos desde o início do ano.

## Falecimento sem descendência
Depois desta façanha em Toro não se conhecem mais notícias nos arquivos da época, sobre Diogo Gomes de Lemos. 
O jurisconsulto e genealogista do século XVII, Cristóvão Alão de Morais, contudo, escreve que ele terá sido assassinado em Abrantes, nunca tendo casado nem deixado descendência.